# Khyad, Badami
Khyad là một làng thuộc tehsil Badami, huyện Bagalkot, bang Karnataka, Ấn Độ.